# The Damned (rockband)
The Damned is een Britse rockband.

## Geschiedenis
De groep ontstond in 1976 als punkband en was, na een contract te hebben getekend bij Stiff Records, de eerste punkband die een single en een elpee uitbracht. In de jaren tachtig was The Damned een van de belangrijkste vertegenwoordigers van de gothicstroming binnen de new wave.
In 1984 had de groep een gastoptreden in een aflevering van de televisieserie The Young Ones. Bandlid Captain Sensible had begin jaren tachtig een paar solohits met de nummers Wot, Happy Talk en Glad It's All Over. Het nummer In Dulce Decorum werd in de jaren tachtig gebruikt voor de Dominospecial van het televisieprogramma De Eerste de Beste van de TROS en voor een aflevering van de politieserie Miami Vice. In september 2009 verzorgde de band een optreden op het Incubate-festival in Tilburg.

## Studioalbums
- Damned Damned Damned (1977)
- Music for Pleasure (1977)
- Machine Gun Etiquette (1979)
- The Black Album (1980)
- Strawberries (1982)
- Phantasmagoria (1985)
- Anything (1986)
- Not of This Earth (1995)
- Grave Disorder (2001)
- So, Who's Paranoid? (2008)
- Evil Spirits (2018)
- Darkadelic (2023)